# James Spaulding

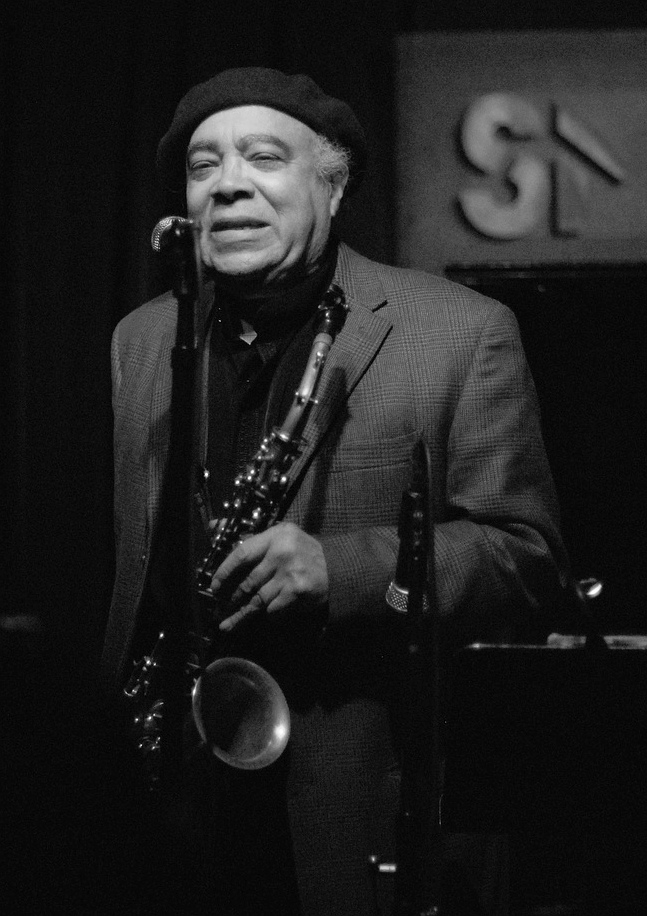
James Spaulding, 2006

James Spaulding (* 30. Juli 1937 in Indianapolis) ist ein amerikanischer Jazzmusiker (Altsaxophon, Flöte, Komposition).

## Leben und Wirken
Spaulding wuchs in Indianapolis auf, wo er von seinem Vater, einem Jazz-Gitarristen und Bandleader, den ersten Unterricht erhielt. Nach dreijähriger Militärzeit ging er 1957 nach Chicago (wie er in einem Interview sagte, um sein Vorbild, den Tenorsaxophonisten Johnny Griffin, zu treffen), wo er an der Cosmopolitan School of Music studierte. Er nahm mit Sun Ra und seinem Arkestra auf und tourte mit ihm; Spaulding wirkte bei vier Alben 1958/59 mit, u. a. bei Jazz in Silhouette (1959) und The Nubians of Plutonia (ed. 1966).
Spaulding ging dann nach kurzem Aufenthalt in Indianapolis 1962 zu Freddie Hubbard nach New York und nahm mit ihm mehrere Blue-Note-Alben auf (Hub Tones 1962, Breaking Point 1964, The Night of the Cookers 1965). Zur gleichen Zeit spielte er auch mit Randy Weston, mit dem er auch auf Konzertreise durch Europa ging. Danach tourte er noch einmal in Europa mit Max Roach und nahm viel für Blue Note als Sideman auf, wie McCoy Tyner (Tender Moments), Wayne Shorter (The Soothsayer und The All Seeing Eye, 1965), Bobby Hutcherson (Components, 1965 und Patterns, 1968), der auf Patterns auch eine Komposition von Spaulding, „A Time To Go“ berücksichtigte; weiterhin war er mit Grant Green (Solid, 1964) und Duke Pearson (Wahoo, 1964) im Studio. Spaulding ist auch auf dem Album Karma von Pharoah Sanders zu hören und arbeitete auch mit Leon Thomas.

In den 1970er Jahren unterrichtete er (Flöte und Improvisation) am Livingstone College in Salisbury, North Carolina. In den 1980er Jahren nahm er auch eigene Platten auf, teilweise auf eigenem Label Speetones sowie bei Muse („Brilliant Corners“ 1988). 1991 nahm er seine Komposition „Songs of Courage“ auf (mit Chor, geschrieben schon teilweise in den 1960er Jahren anlässlich der Ermordung von Malcolm X und Martin Luther King). Im gleichen Jahr war er an dem Album David Murray Big Band Conducted by Lawrence „Butch“ Morris beteiligt. Er war auch lange Mitglied des 1977 gegründeten World Saxophone Quartet von David Murray, mit dem er insgesamt seine längste Zusammenarbeit hatte.
1996 entstand sein Album The Smile of the Snake für das High Note Label, an dem Richard Wyands, Ron McClure und Tony Reedus mitwirkten; 1999 nahm er Escapade auf, mit John Hicks, Ray Drummond und Kenny Washington.